# Pays-des-bouches-du-rhône
Pour le département, voir Bouches-du-Rhône.
Pour les articles homonymes, voir Bouches et Rhône (homonymie).
Le pays-des-bouches-du-rhône, appelé vin de pays des Bouches-du-Rhône jusqu'en 2009, est un vin français d'indication géographique protégée (le nouveau nom des vins de pays) départementale qui a vocation à labelliser, après dégustation, les vins ne pouvant postuler à une appellation d'origine.

## Histoire
La culture de la vigne a été introduite sur les rives méditerranéennes de la Gaule par les Grecs de Phocée. Max Rives, chargé de mission à l'INRA, l'a vérifié sur place à Massalia, le premier comptoir phocéen édifié six siècles avant notre ère : 
« J'ai vu, au cours des fouilles du quartier de la Bourse, à Marseille, les pépins de marc de raisin provenant de leur vinification et jetés dans des amphores, flotter dans l'arrière du Vieux-Port où ces amphores-poubelles servaient de fondations à une rue. Les Grecs avaient évidemment importé des variétés de leur pays, ignorant que la vigne spontanée les avait précédés de quelques dizaines de siècles. »
Justin, dans son Abrégé des histoires philippiques (Historiarum Philippicarum, Livre XLIII, chap. IV,1-2), un ouvrage qu'il présente dans sa préface comme un florilège des passages les plus importants et les plus intéressants du volumineux Historiæ phillippicæ et totius mundi origines et terræ situs rédigé par Trogue Pompée à l’époque d’Auguste, explique : « Sous l'influence des Phocéens, les Gaulois adoucirent et quittèrent leur barbarie et apprirent à mener une vie plus douce, à cultiver la terre et à entourer les villes de remparts. Ils s'habituèrent à vivre sous l'empire des lois plutôt que sous celui des armes, à tailler la vigne et à planter l'olivier, et le progrès des hommes et des choses fut si brillant qu'il semblait, non pas que la Grèce eût émigré en Gaule, mais que la Gaule eût passé dans la Grèce ».

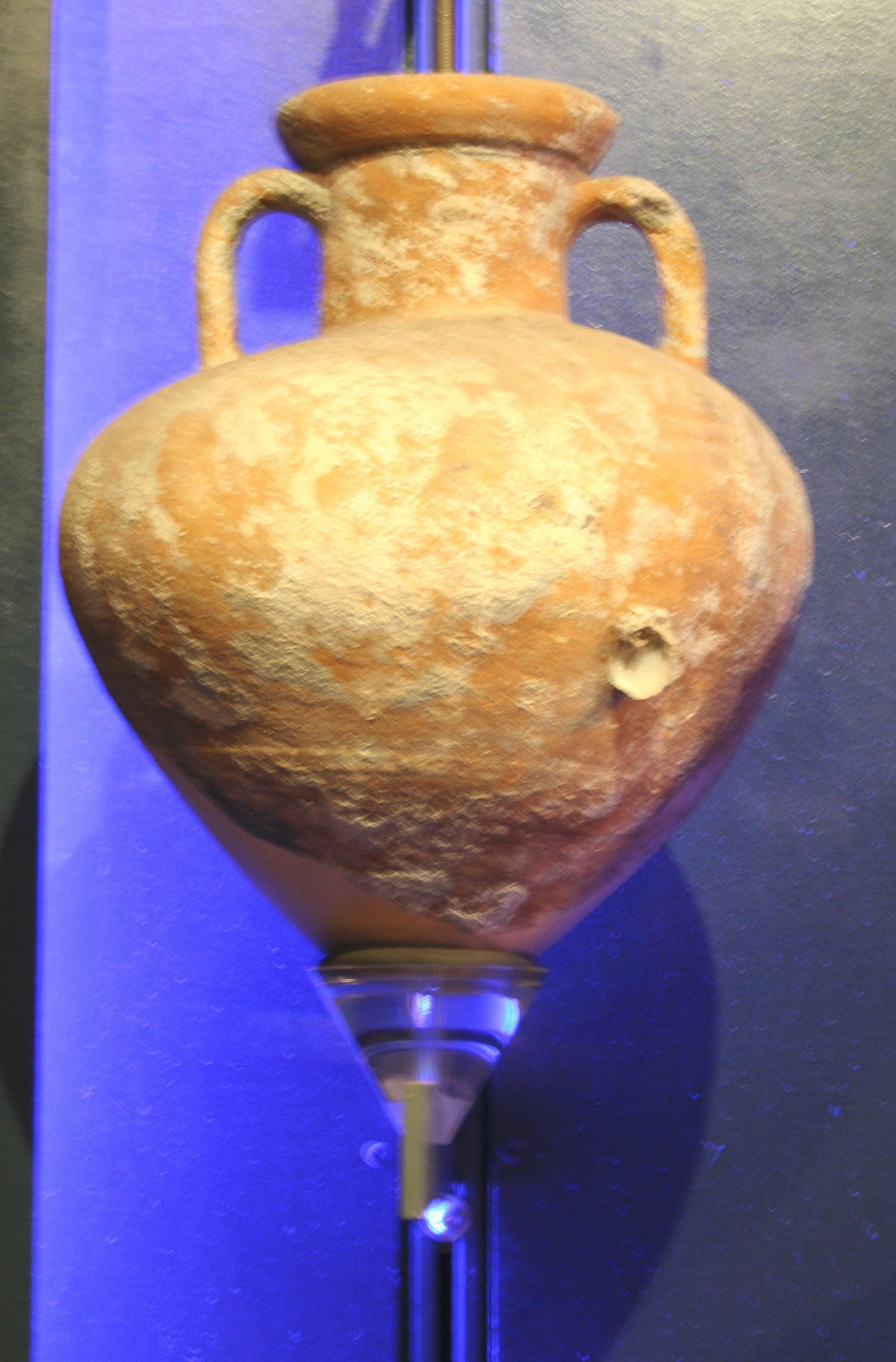
Amphore marseillaise à panse en toupie du VIe siècle av. J.-C.
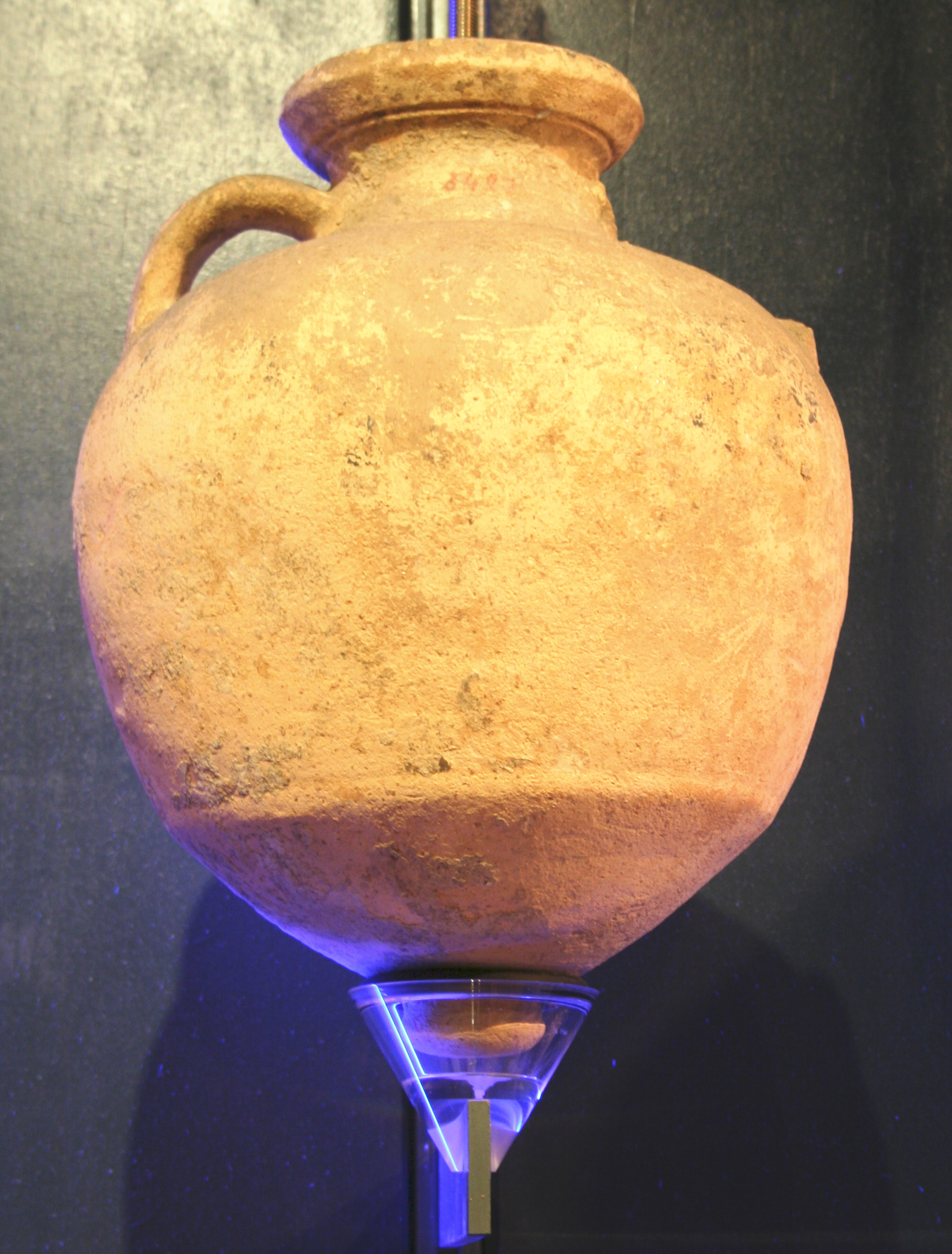
Amphore marseillaise à lèvres à facettes du Ve siècle av. J.-C.
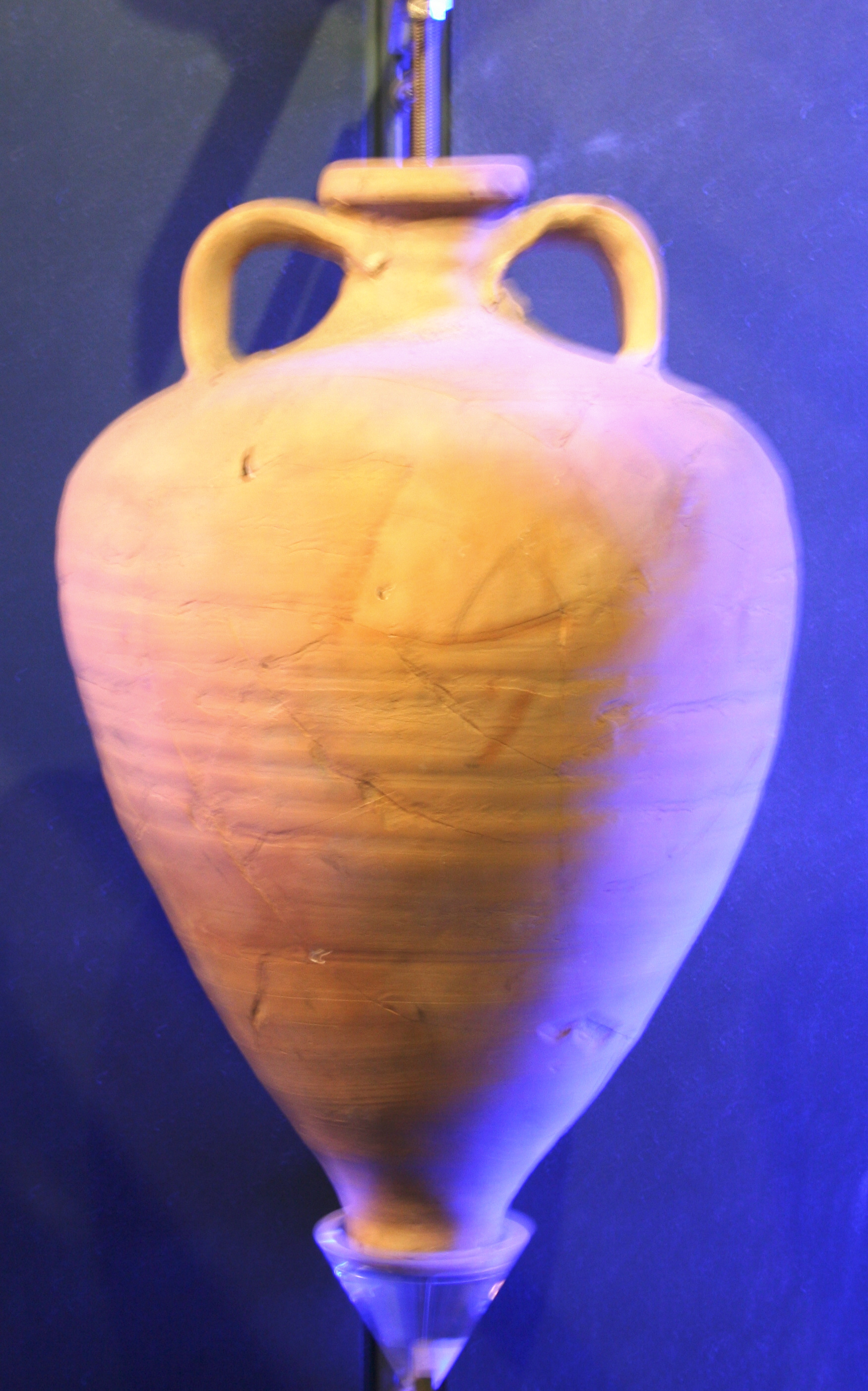
Amphore marseillaise dite gauloise

Le commerce des vins grecs avec les tribus installées dans la vallée du Rhône se fit à partir de comptoirs ou emporion. Le plus célèbre d'entre eux se situait à Le Pègue et son oppidum protohistorique sur la colline Saint-Marcel. Les fouilles de cet oppidum du Pègue ont permis de mettre au jour de la céramique pseudo-ionienne, provenant d'ateliers en relation avec Massalia. Son importance permet de supposer sur place une consommation de vin entre le milieu du VIe siècle av. J.-C. et le IVe siècle av. J.-C. Les productions d'œnochoés et de vases à vin, en pâte claire micacée portant un décor peint avec un registre allant de la bande ocre au développement de formes figuratives, furent majoritaires. Ces récipients vinaires ont d'ailleurs gardé dans leurs formes de fortes influences gauloises (coupes carénées). 

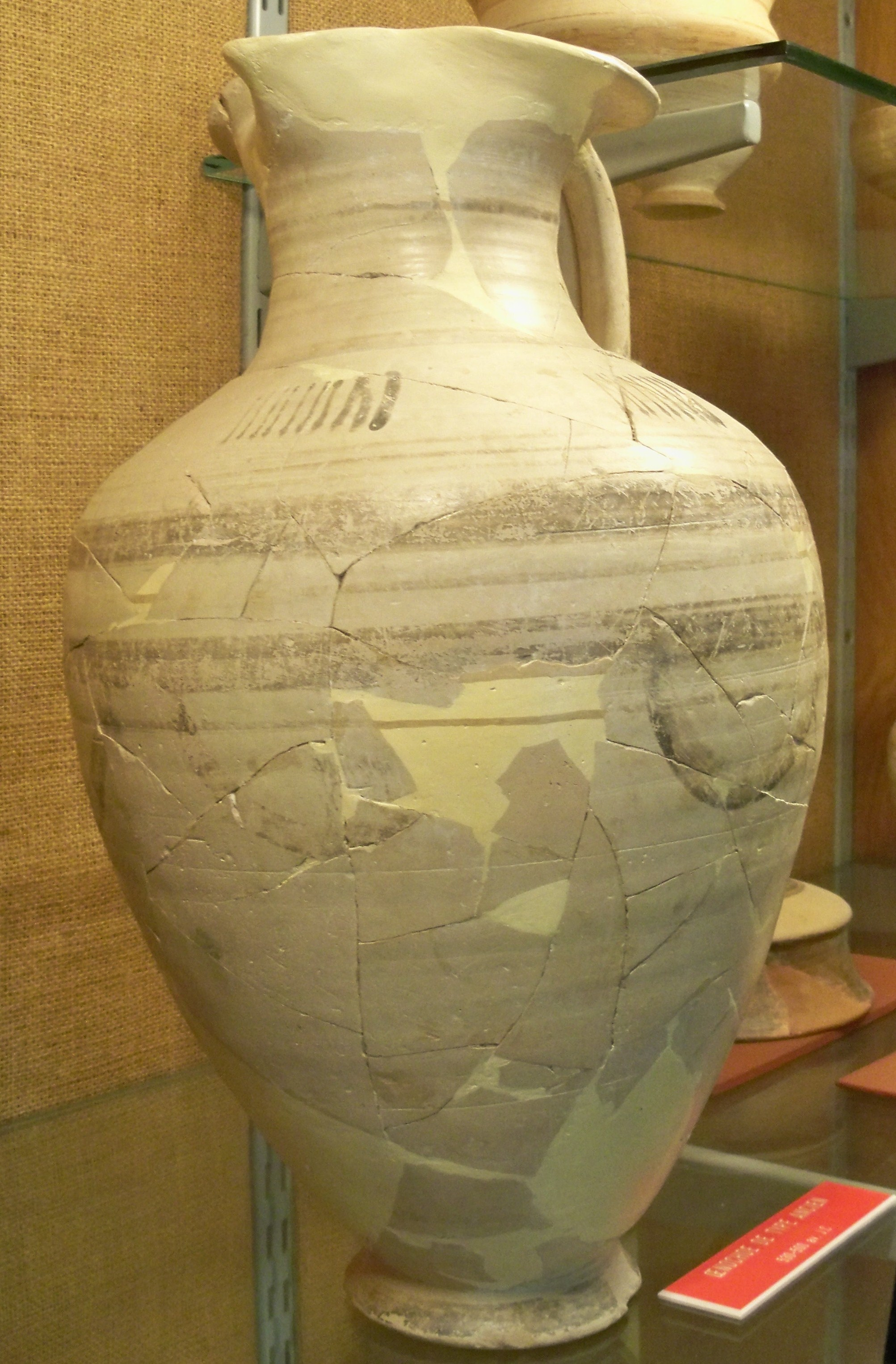
Œnochoé du Pègue à inscription grecque
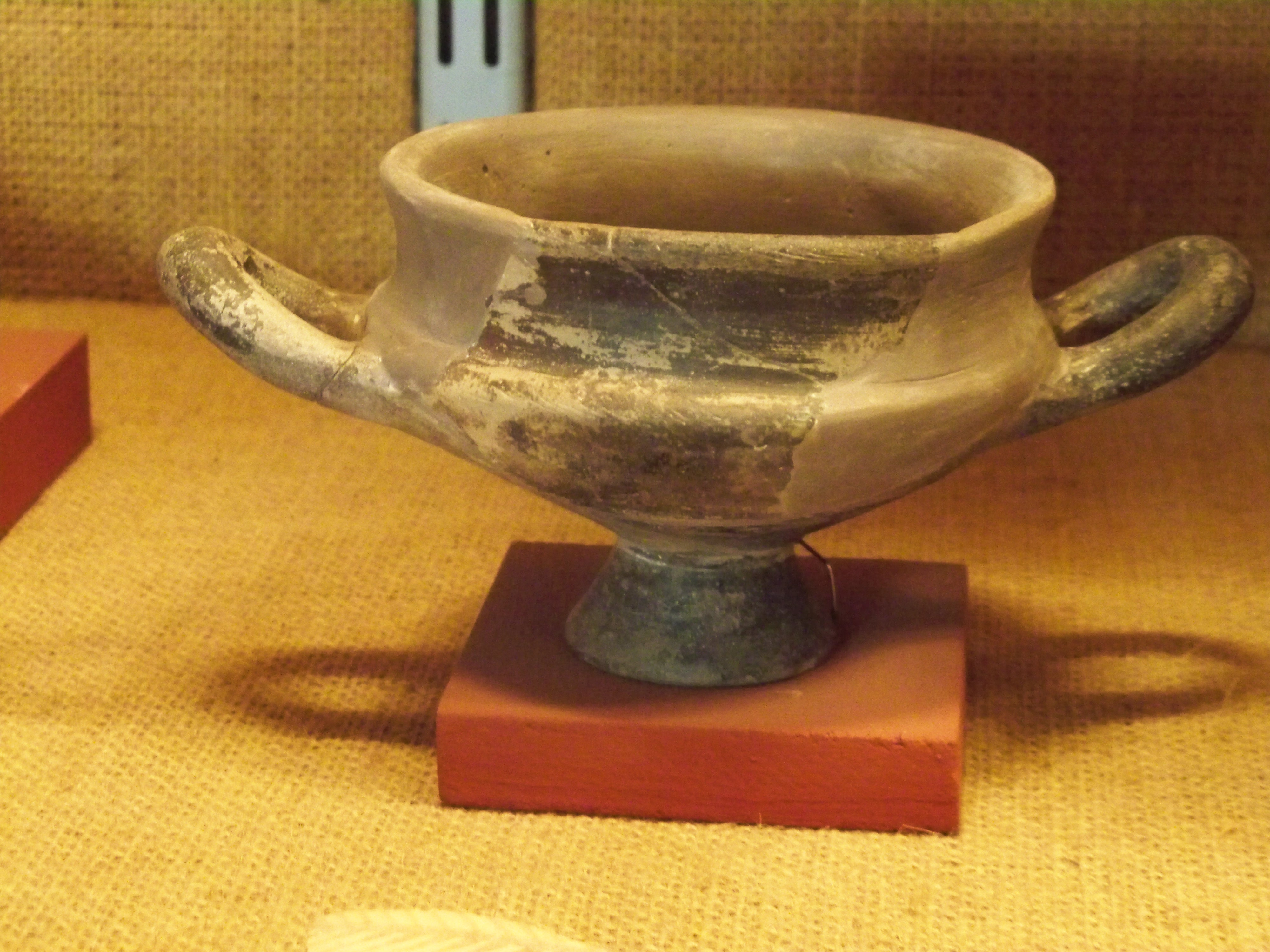
Skyphos à décor pseudo-ionien de fabrication locale
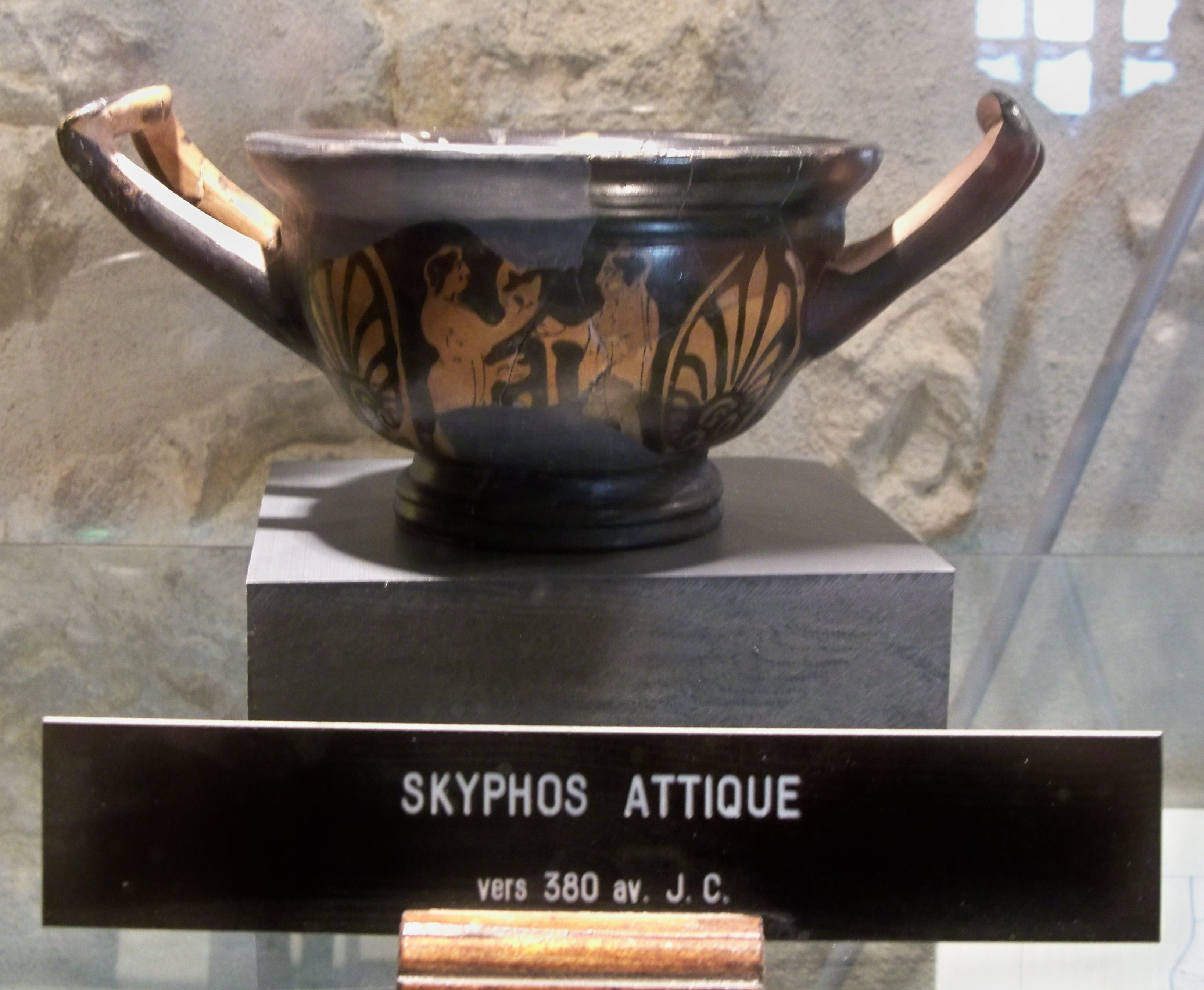
Skyphos de type attique A
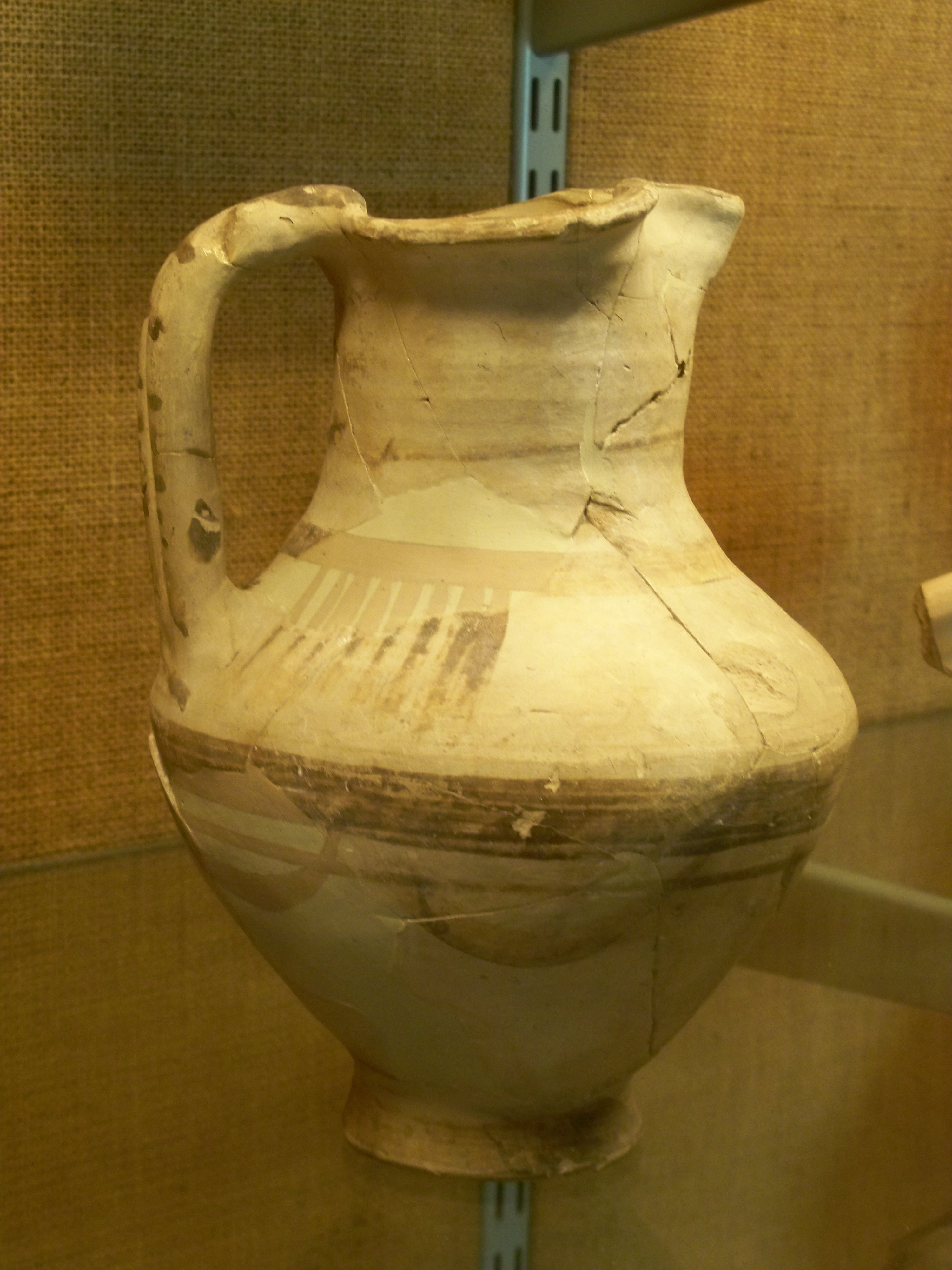
Œnochoé à riche décor pseudo-ionien

De 1870 à 1943, la viticulture a connu en Grande Camargue une période florissante. Elle le dut à l'invasion du phylloxera. Parmi les moyens de lutte contre cet insecte le plus efficace était d'inonder les vignes pendant 40 à 50 jours. La Camargue où l'endiguement venait d'être terminé, où canaux d'irrigation et d'assainissement et stations de pompage étaient opérationnels s'y prêta facilement.
Au cours des années 1880, la Compagnie des Salins du Midi plante des vignes sur les lidos sableux qu'elle possède entre Aigues-Mortes et les Saintes-Maries-de-la-Mer. Ce vignoble franc de pied est protégé par le sable du phylloxéra qui ravage tous les autres vignobles. 
Après avoir connu une extension maximum dans les années 1930, avec près de 8 000 hectares, le vignoble camarguais régressa face au développement de la culture du riz, à partir de 1942. La vigne n'en demeure pas moins présente.

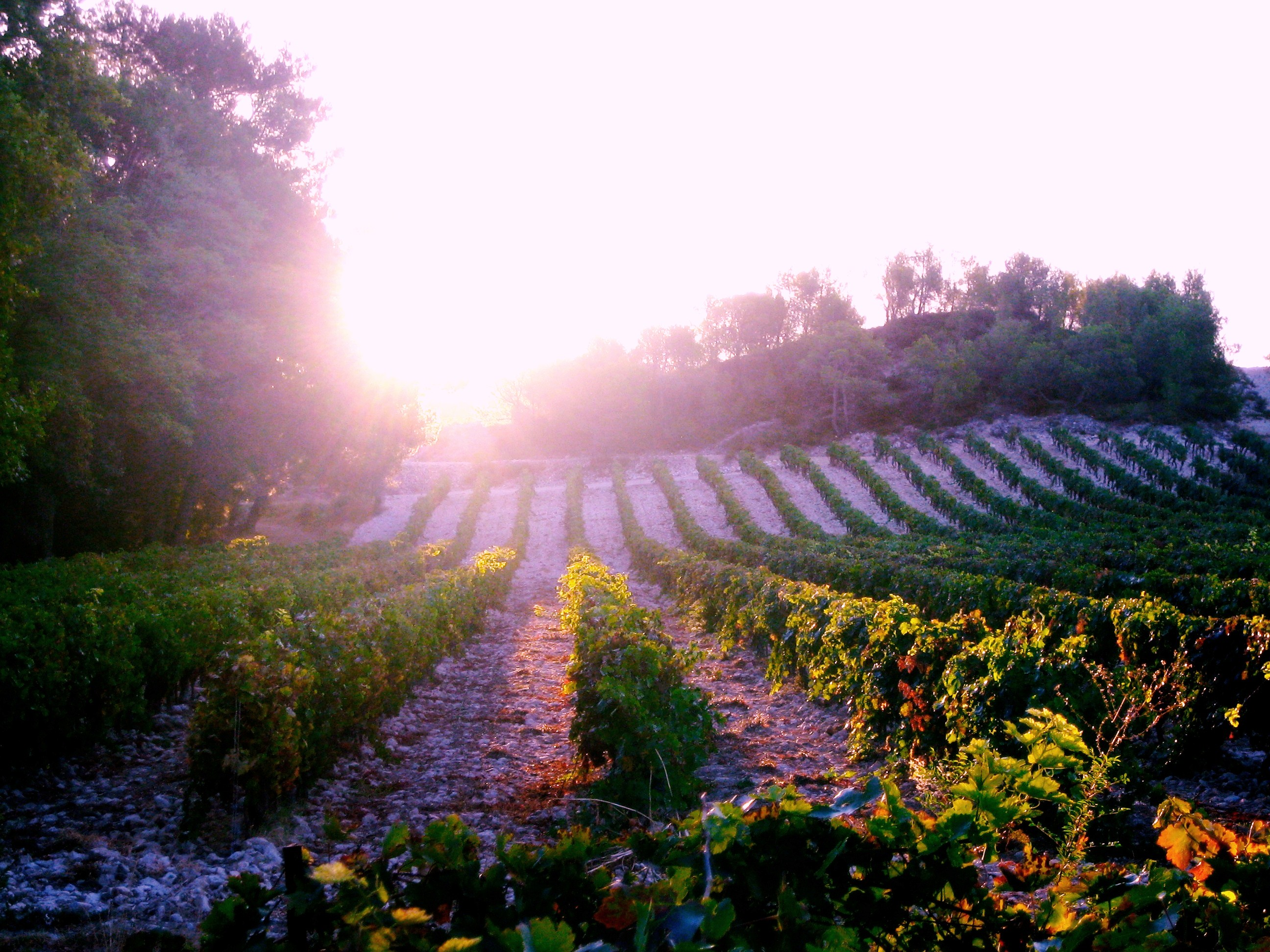
Vignoble de Trévallon

Dans les années 1950, le vignoble s'étendait encore sur une grande partie du delta. Son importance était telle qu'un auteur de l'époque nota : « La Camargue est productrice industrielle de vin, je dis bien industrielle : alors que 61 % des vignes provençales ont moins de 5 hectares, ici c'est l'inverse, la majorité des exploitations ont au moins 20 hectares. Pas de clos, d'immenses perspectives en V, mers de vignes où les tracteurs naviguent ». 
Le label vin de pays existe depuis le 5 mars 1981. Un des plus originaux de ceux-ci est celui du Domaine de Trévallon. C'est là qu'Éloi Dürrbach produit depuis 1976 ses vins dans le massif des Alpilles. Son millésime 1982 enthousiasma Robert Parker. Perfectionniste, le vigneron avait pourtant remarqué que ses mourvèdre et grenache n'obtenaient pas dans ce terroir viticole toute leur expression, il les remplaça par la syrah et le cabernet sauvignon. Ce second cépage lui valut de voir ses vins déclassés de l’appellation les-baux-de-provence. Il les fit dès lors labelliser en vin de pays des Bouches-du-Rhône.  Et garda sa notoriété internationale.

## Production

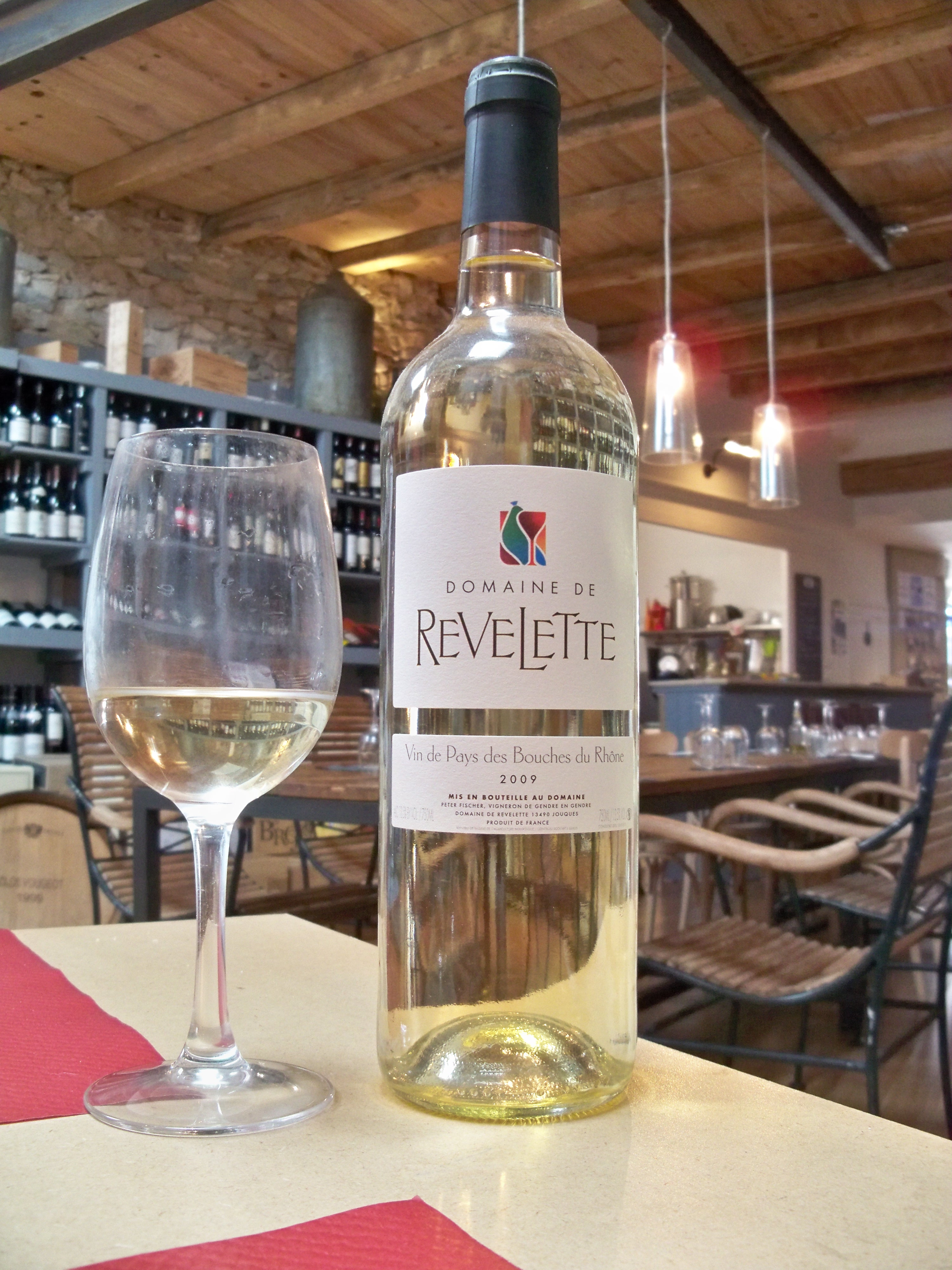
Vin de pays des Bouches-du-Rhône, Domaine de Revelette à Jouques

Le vin de pays des Bouches-du-Rhône labellise environ 230 000 hectolitres par an.

## Situation
Ce vin de pays est produit sur trois zones distinctes au centre du département autour d'Aix-en-Provence (60 %), à l'Est dans un secteur jouxtant les côtes-de-provence (10 %) et au Sud, en Camargue (30 %). 

## Types de vin
Les vins rouges représentent 80 % de la production, les rosés 12 % et les blancs 8 %.

## Encépagement
Il reste traditionnel pour les cépages rouges avec grenache, cinsault, syrah, carignan, merlot, cabernet sauvigon et caladoc. Les cépages blancs sont : ugni blanc, clairette, rolle, bourboulenc, chasan et chardonnay.

## Commercialisation
La part destinée à l'exportation est de 35 %. Sur le marché intérieur, le reste de ce vin est essentiellement commercialisé à 80 % dans le secteur GMS (grandes et moyennes surfaces), sur le lieu de production à 15 % et en restauration à 5 %.

Dégustation de vin de pays des Bouches-du-rhône (IGP)
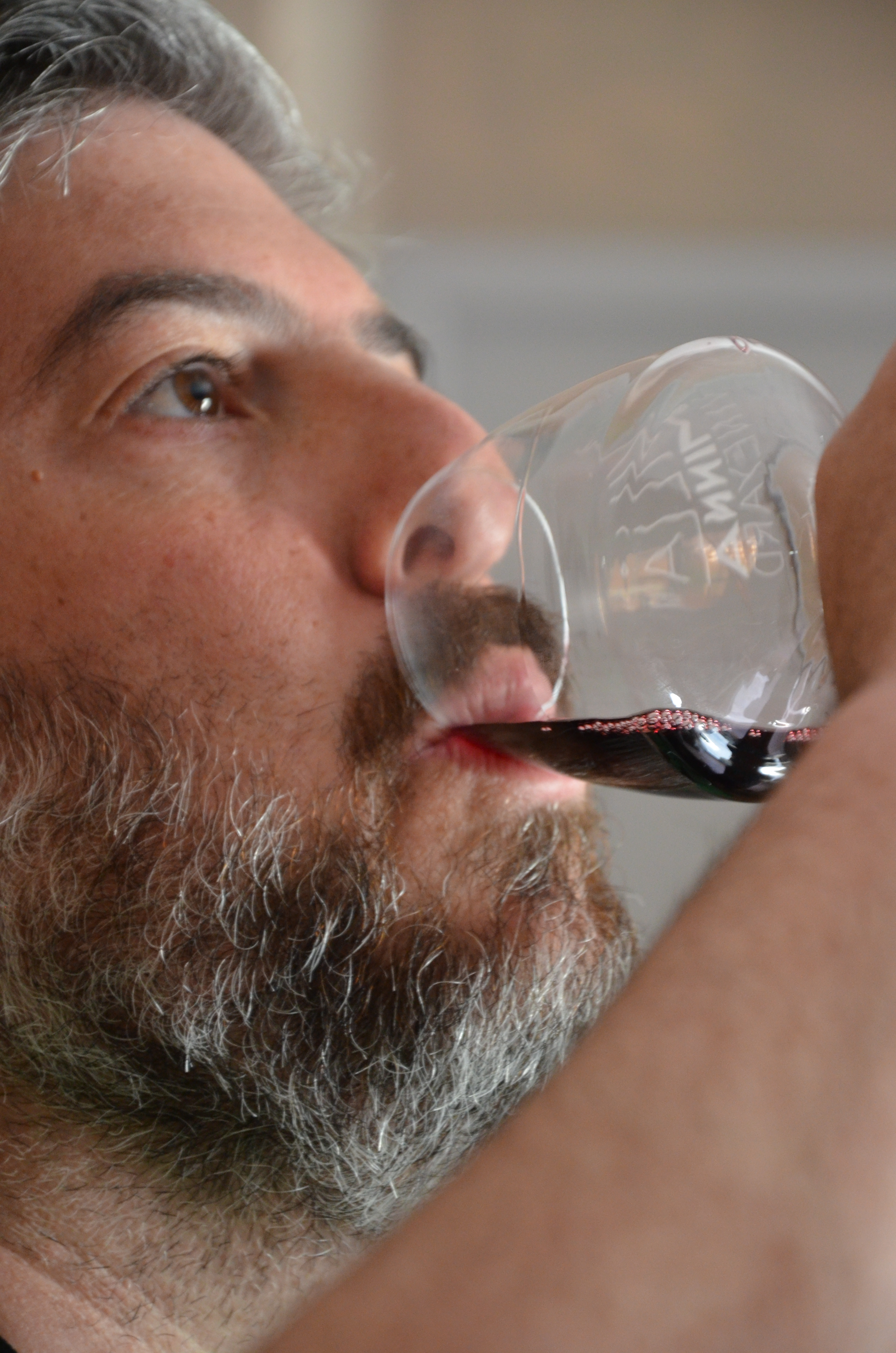
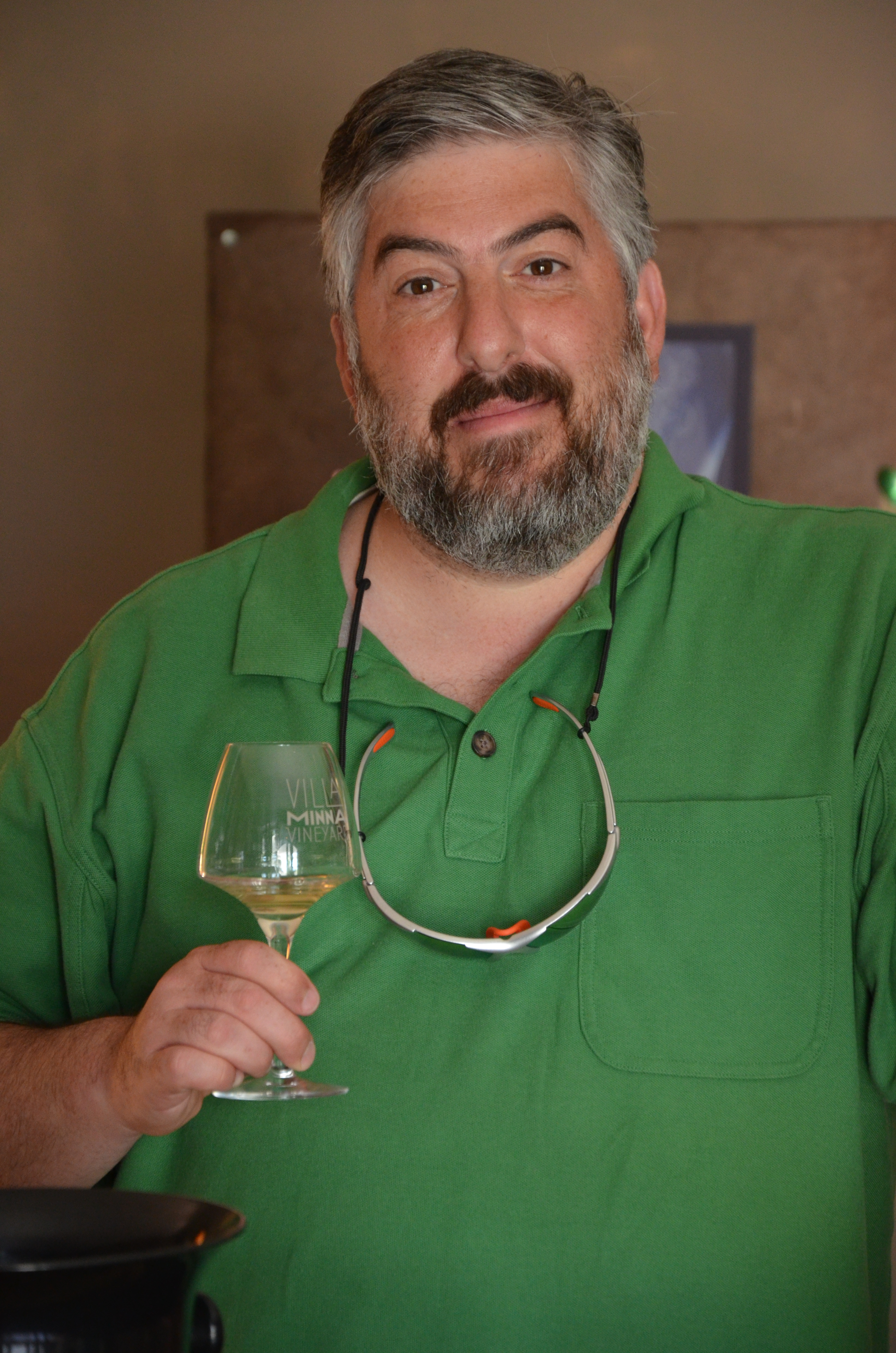
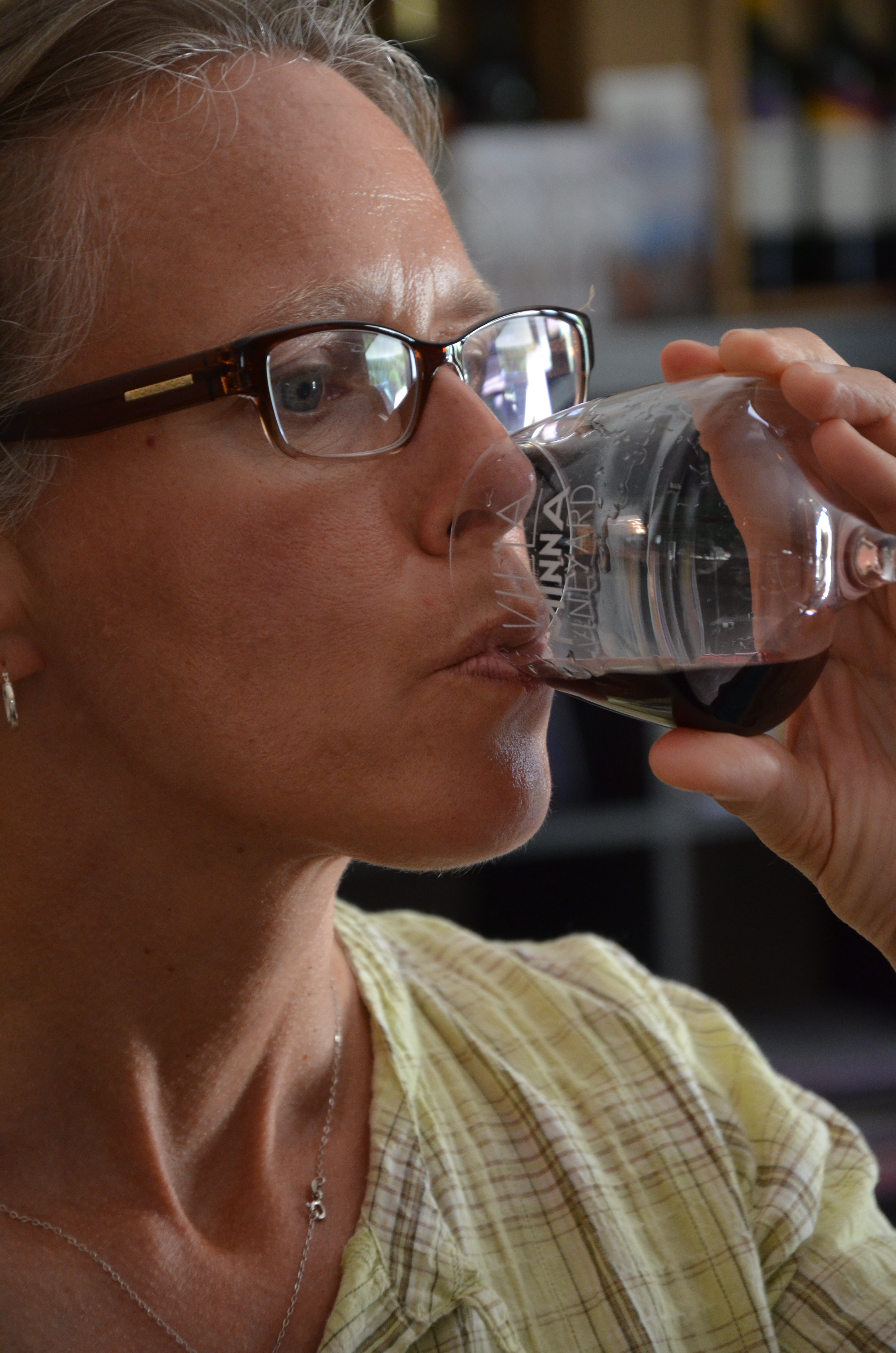